# 狼殿下 影視原聲碟
《狼殿下 影視原聲碟》（英語：The Wolf Original Television Series Soundtrack）是電視劇《狼殿下》的原聲音樂專輯，該專輯由永稻星娛樂在2020年11月22日在中國大陸地區發行，由凌時差音樂在2020年12月24日在中國大陸以外地區發行。該專輯收錄該劇的6首歌曲和3首配樂。
該專輯分別獲得2020年網易雲音樂和咪咕音樂年度數位專輯銷量第15名和第10名。截至2021年2月1日，該專輯在中國大陸的數位專輯銷量超過19萬張。

## 背景和發行
2017年4月8日，電視劇《狼殿下》開機拍攝，該劇在同年9月19日殺青，並在2018年12月通過廣電總局電視劇備案。2018年3月2日，Jony J在線上直播表示和一位「女神級」歌手合作，並透露線索為「Double J」，部分網友猜測為蔡依林，之後二人亦在新浪微博相互關注。2020年7月3日，蔡依林和Jony J合唱的《狼殿下》片頭曲曝光。同年11月19日，《狼殿下》在線上影音平台騰訊視頻、愛奇藝和優酷無預警開播。同月20日，《狼殿下》在新浪微博宣布該劇的原聲音樂專輯《狼殿下 影視原聲碟》在同月22日在網易雲音樂獨家發行。同月22日，《狼殿下 影視原聲碟》在網易雲音樂和咪咕音樂發行，該專輯分成兩部分發行，其中僅「Part 1」以付費專輯的形式上架。同月27日，專輯中的歌曲《我是誰》MV發行。同年12月3日，專輯中的歌曲《對立面》MV發行。同月24日，該專輯在中國大陸以外地區正式發行。

## 創作和製作
該專輯收錄電視劇《狼殿下》的6首歌曲和3首由天空之城音樂製作的配樂。該劇的片頭曲《我是誰》由蔡依林和Jony J合唱，該歌曲由曾和蔡依林在歌曲《特務J》和《唇語》合作過的梁錦興作詞，Jony J亦為該歌曲的饒舌部分作詞。該歌曲中蔡依林的聲線表現劇中男主角渤王的心境轉換，伴隨Jony J的饒舌，柔情中流露迷茫、脆弱和宿命感。該歌曲是一首現代感和行進感十足的流行歌曲，使觀眾更易進入渤王不斷自我檢視的內心。該劇的片尾曲《倒流》由蔡依林演唱，該歌曲由宋念宇作曲，由陳俐安和葛大為作詞。蔡依林在該歌曲中低聲細語般的聲線輕訴但有重量感，將情感在冷靜中悄然釋放。該歌曲描述劇中女主角摘星的角色形象，即使愛情充滿錯誤和迷信，人生充滿糾結和懷疑，依然堅定地找尋向前的道路。該劇的插曲《對立面》由蔡依林演唱，該歌曲由黃子源作詞。該歌曲大氣且磅礴，前奏的鋼琴聲緩緩帶入旋律層層疊疊到副歌部分將情感升到極致，蔡依林亦以第一人稱的角度講述劇中矛盾和糾結的愛情。該劇的插曲《天狼星》由宋念宇演唱，宋念宇使用其濃郁且迷人的節奏藍調唱腔在該歌曲中以多層次的和聲細膩表現深情和守護。該歌曲的作詞人Hush亦表示：「這首歌的角度比較像是從太空看地球的那種孤單跟守候，一顆星球在愛情面前就是一粒沙塵。」該劇的插曲《石頭》由黃仁德演唱，黃仁德的聲音深情且瀟灑，十分符合當下年輕人的情感表達方式。該歌曲由陳信延作詞，歌詞將劇中男主角默默守護心愛女子的孤寂和滄桑感比喻成堅毅的石頭。該劇的插曲《再一天》由郭書瑤演唱，該歌曲輕快且溫柔，表現為愛情付出的酸甜和純情的期盼，十分符合其飾演的劇中寶娜公主的角色形象。

## 曲目
| 中國大陸地區——Part 1 | 中國大陸地區——Part 1   | 中國大陸地區——Part 1 | 中國大陸地區——Part 1 | 中國大陸地區——Part 1 | 中國大陸地區——Part 1 | 中國大陸地區——Part 1 |
| 曲序                 | 曲目                   |                      | 作曲                 | 演唱                 | 备注                 | 时长                 |
| -------------------- | ---------------------- | -------------------- | -------------------- | -------------------- | -------------------- | -------------------- |
| 1.                   | 我是誰（Who Am I）     | 梁錦興 Jony J        | 尹敏洙、金寶民       | 蔡依林 Jony J        |                      | 3:59                 |
| 2.                   | 倒流（Turn Back Time） | 陳俐安 葛大為        | 宋念宇               | 蔡依林               |                      | 4:25                 |
| 3.                   | 對立面（Opposite）     | 子源                 | 金寶民               | 蔡依林               |                      | 3:50                 |
| 4.                   | 渤王心痛（Who Am I）   |                      | 尹敏洙 金寶民        |                      | 插曲                 | 1:58                 |
| 5.                   | 男女主題思念（Sirius） |                      | 尹敏洙 金寶民        |                      | 插曲                 | 2:05                 |
| 6.                   | 疾衝心酸（Stone）      |                      | Gem                  |                      | 插曲                 | 2:11                 |
| 总时长：             | 总时长：               | 总时长：             | 总时长：             | 总时长：             | 总时长：             | 18:28                |

| 中國大陸地區——Part 2 | 中國大陸地區——Part 2   | 中國大陸地區——Part 2 | 中國大陸地區——Part 2 | 中國大陸地區——Part 2 | 中國大陸地區——Part 2 |
| 曲序                 | 曲目                   |                      | 作曲                 | 演唱                 | 时长                 |
| -------------------- | ---------------------- | -------------------- | -------------------- | -------------------- | -------------------- |
| 1.                   | 天狼星（Sirius）       | Hush                 | 尹敏洙 金寶民        | 宋念宇               | 3:51                 |
| 2.                   | 石頭（Stone）          | 陳信延               | Gem                  | 黃仁德               | 3:28                 |
| 3.                   | 再一天（One More Day） | 徐旻鈴               | Roal 金美希          | 郭書瑤               | 3:30                 |
| 总时长：             | 总时长：               | 总时长：             | 总时长：             | 总时长：             | 10:49                |

| 其他地區 | 其他地區               | 其他地區      | 其他地區      | 其他地區      | 其他地區     | 其他地區 |
| 曲序     | 曲目                   |               | 作曲          | 演唱          | 备注         | 时长     |
| -------- | ---------------------- | ------------- | ------------- | ------------- | ------------ | -------- |
| 1.       | 我是誰（Who Am I）     | 梁錦興 Jony J | 尹敏洙 金寶民 | 蔡依林 Jony J |              | 3:59     |
| 2.       | 倒流（Turn Back Time） | 陳俐安 葛大為 | 宋念宇        | 蔡依林        |              | 4:25     |
| 3.       | 天狼星（Sirius）       | Hush          | 尹敏洙 金寶民 | 宋念宇        |              | 3:51     |
| 4.       | 對立面（Opposite）     | 子源          | 金寶民        | 蔡依林        |              | 3:50     |
| 5.       | 石頭（Stone）          | 陳信延        | Gem           | 黃仁德        |              | 3:28     |
| 6.       | 再一天（One More Day） | 徐旻鈴        | Roal 金美希   | 郭書瑤        |              | 3:30     |
| 7.       | 渤王心痛（Who Am I）   |               | 尹敏洙 金寶民 |               | Instrumental | 1:58     |
| 8.       | 思念（Sirius）         |               | 尹敏洙 金寶民 |               | Instrumental | 2:05     |
| 9.       | 疾衝心酸（Stone）      |               | Gem           |               | Instrumental | 2:11     |
| 总时长： | 总时长：               | 总时长：      | 总时长：      | 总时长：      | 总时长：     | 29:17    |

## 榜單

### 年榜成績
| 排行榜（2020年）             | 排名 |
| ---------------------------- | ---- |
| 中國大陸專輯榜（咪咕音樂）   | 10   |
| 中國大陸專輯榜（網易雲音樂） | 15   |

## 發行歷史
| 地區     | 日期           | 格式              | 唱片公司 |
| -------- | -------------- | ----------------- | -------- |
| 中國大陸 | 2020年11月21日 | 數位下載 串流媒體 | 永稻星   |
| 其他     | 2020年12月24日 | 數位下載 串流媒體 | 凌時差   |